# انجمن صنعت ضبط نیوزیلند
انجمن صنعت ضبط نیوزلند (به انگلیسی: Recording Industry Association of New Zealand) جدول رسمی تک‌آهنگ‌های نیوزیلند است.